# اچ‌ام‌اس اسپارتان (۱۸۰۶)
اچ‌ام‌اس اسپارتان (۱۸۰۶) (به انگلیسی: HMS Spartan (1806)) یک کشتی بود که طول آن ۱۵۴ فوت (۴۷ متر) بود. این کشتی در سال ۱۸۰۶ ساخته شد.